# Shalom from Holland
Shalom from Holland is een videoclip die door vooraanstaande Nederlandse en buitenlandse muzikanten werd vervaardigd aan de vooravond van de eerste Golfoorlog in 1991, als teken van solidariteit met de Israëlische bevolking die getroffen zou worden door Iraakse raketten.

## Aandacht
De clip werd veelvuldig uitgezonden door Nederlandse en ook buitenlandse omroepen.
Willem Duys introduceerde het in Muziekmozaïek in Nederland. De Israëlische televisie zond Shalom from Holland ook veelvuldig uit. Via CNN bereikte de videoclip een wereldwijd publiek.

## Medewerkers
De clip werd geregisseerd door Ralph Inbar, de muziek werd geproduceerd en gecomponeerd door Simon Hammelburg, en de technische leiding was in handen van cineast Floris Sijbesma.
Er werd belangeloos aan meegewerkt door alle artiesten. Alle technische faciliteiten werden door Phonogram Studio en Holland Equipment kosteloos verschaft. Het kostte slechts drie dagen om Shalom from Holland te produceren, op te nemen en te monteren voor een eerste uitzending op de Israëlische televisie. De producenten en schrijvers ontvingen een onderscheiding uit handen van de toenmalige voorzitter Dov Shilansky van het Israëlische parlement, de Knesset.

### Meewerkende artiesten
| - Frank Affolter - Sylvia Alberts - Frank Ashton - George Baker Selection - Adèle Bloemendaal - Marco Borsato - Hans Boskamp - Joe Bourne - Paul Bouts - Hans Bouwens | - Ted de Braak - Chess - Ben Cramer - Jaap Dekker - Peter Douglas - Lex Goudsmit - Anneke Grönloh - Wim-Jaap Grönloh - Simon Hammelburg - Esther Hammelburg | - Alexander Hammelburg - Carry van der Horst - Donald Jones - Caroline Kaart - Ron Klipstein - Lenny Kuhr - Sharon Kuhr - Thijs van Leer - Donna Lynton - Maggie MacNeal | - Florith Polak - Milly Scott - Harry Sacksioni - Ronnie Tober - Conny Vink - Daniël Wayenberg - Het orkest van Ruud Bos - The Merry Minstrels - The Voice of Unity (kinderkoor) |
| David Ray | | | |

## Trivia
- De clip werd in een bescheiden oplage op muziekcassette en VHS verkocht door de Collectieve Israël Actie en is nu nog te bekijken op YouTube.